# Liga I 2013-2014
Sezonul 2013-2014 al Ligii I a fost cea de-a 96-a ediție a Campionatului de Fotbal al României, și a 76-a de la introducerea sistemului divizionar. A început pe 19 iulie 2013 și s-a încheiat pe 21 mai 2014. Echipa Steaua București a devenit campioană pentru a 25-a oară în istoria sa, extinzându-și astfel recordul deținut pentru cele mai multe titluri acumulate în România.
România a urcat în topul coeficienților UEFA de pe locul 22 pe locul 18, la sfârșitul sezonului precedent. Astfel, câștigătoarea Cupei României 2013-2014 a început din a treia rundă de calificare a Ligii Europei în loc de a doua. Campioana au intrat în a doua rundă de calificare a Ligii Campionilor 2014-2015, echipa aflată pe al doilea loc a intrat în a doua rundă de calificare a Europa League 2014-2015, dar echipa aflată pe al treilea loc a intrat în a doua rundă în loc de prima rundă de calificare.

## Echipe

### Baraj
Pe 6 iulie Comitetul Executiv al FRF a hotărât ca în primul eșalon să participe 18 formații. Mircea Sandu a anunțat că pentru a decide cea de-a optsprezecea echipă se va disputa un baraj între Concordia, echipă fără criteriul sportiv, și Rapid, echipă fără criteriul de licențiere. Acest baraj a avut loc pe 13 iulie, pe Stadionul Dinamo la ora 21.00 . Pentru Concordia a marcat în minutul 32, Daniel Florea, care după ce a trecut de Voicu și Abrudan a marcat printr-un șut de la opt metri la colțul scurt sub transversală. Rapid a egalat prin Coman, care a marcat cu un șut din lateral dreapta de la 11 metri. Golul victoriei a fost marcat de Alexandru Ioniță printr-un șut de la 16 metri dintr-o pasă de la Emil Dică. Meciul nu a fost televizat.
| Rapid                                    | 2–1 (d.p.) | Chiajna           |
| ---------------------------------------- | ---------- | ----------------- |
| Alexandru Coman 83' Alexandru Ioniță 91' | Raport     | Daniel Florea 32' |

Concordia Chiajna a pierdut meciul pe teren, dar a făcut plângere la TAS, unde a câștigat și a luat locul Rapidului. Chiar dacă Rapid București a jucat primele 2 etape ale Ligii I, a fost retrogradată în Liga a II-a și Concordia a fost reprogramată pentru a juca primele 2 meciuri.

#### Scenariul cu 20 de echipe
La 8 august 2013, după ce retrogradarea Rapidului a tensionat scena fotbalului românesc, președintele FRF, Mircea Sandu, a spus ironic: "Domnule, dacă s-au făcut atâtea, nu se poate face Liga I cu 20 de echipe? Să băgăm și Rapidul și Iașiul? Atunci toate lucrurile se pun la punct și toată lumea este mulțumită." Scenariul lansat de Sandu a prins viață când Rapid și CSMS Iași au lansat adrese oficiale la Liga Profesionistă de Fotbal (LPF) pentru un campionat cu douăzeci de echipe, solicitând de asemenea, să fie înscrise în Liga I. Această variantă a fost confirmată de președintele LPF, Dumitru Dragomir, care a anunțat că această propunere va fi discutată la ședința Comitetului Executiv al FRF, care va avea loc cel târziu la 11 august 2013. După aceea, FRF a consultat toate cele 18 echipe ale Ligii I privind această propunere. Au votat împotrivă: Steaua București, Petrolul Ploiești, Astra Giurgiu, Oțelul Galați, Săgeata Năvodari, Brașov, Universitatea Cluj, Viitorul Constanța, Concordia Chiajna și Botoșani; au votat pentru Vaslui și Corona Brașov, iar Dinamo București, CFR Cluj, Pandurii Târgu Jiu, Gaz Metan Mediaș, Poli Timișoara și Ceahlăul Piatra Neamț s-au abținut.

### Stadioane
| Poli Timișoara        | Universitatea Cluj | Steaua București | CFR Cluj                 |
| --------------------- | --- | --- | ------------------------ |
| Dan Păltinișanu       | Cluj Arena | Steaua | Dr. Constantin Rădulescu |
| Capacitate: 32.972    | Capacitate: 30.201 | Capacitate: 28.365 | Capacitate: 23.500       |
|                       | | |                          |
| Ceahlăul Piatra Neamț | Săgeata Năvodari | Petrolul Ploiești | Dinamo București         |
| Ceahlăul              | Farul | Ilie Oană | Dinamo                   |
| Capacitate: 18.000    | Capacitate: 15.520 | Capacitate: 15.073 | Capacitate: 15.032       |
|                       | | |                          |
| Oțelul Galați         | BucureștiACS PoliAstraBotoșaniBrașovCeahlăulCFRConcordiaCoronaGaz MetanOțelulPanduriiPetrolulSăgeataUniversitateaVasluiViitorulEchipele din București: · Dinamo · SteauaLiga I 2013-2014 (România) DinamoSteaua Locația echipelor din București. | BucureștiACS PoliAstraBotoșaniBrașovCeahlăulCFRConcordiaCoronaGaz MetanOțelulPanduriiPetrolulSăgeataUniversitateaVasluiViitorulEchipele din București: · Dinamo · SteauaLiga I 2013-2014 (România) DinamoSteaua Locația echipelor din București. | FC Vaslui                |
| Oțelul                | BucureștiACS PoliAstraBotoșaniBrașovCeahlăulCFRConcordiaCoronaGaz MetanOțelulPanduriiPetrolulSăgeataUniversitateaVasluiViitorulEchipele din București: · Dinamo · SteauaLiga I 2013-2014 (România) DinamoSteaua Locația echipelor din București. | BucureștiACS PoliAstraBotoșaniBrașovCeahlăulCFRConcordiaCoronaGaz MetanOțelulPanduriiPetrolulSăgeataUniversitateaVasluiViitorulEchipele din București: · Dinamo · SteauaLiga I 2013-2014 (România) DinamoSteaua Locația echipelor din București. | Municipal                |
| Capacitate: 13.500    | BucureștiACS PoliAstraBotoșaniBrașovCeahlăulCFRConcordiaCoronaGaz MetanOțelulPanduriiPetrolulSăgeataUniversitateaVasluiViitorulEchipele din București: · Dinamo · SteauaLiga I 2013-2014 (România) DinamoSteaua Locația echipelor din București. | BucureștiACS PoliAstraBotoșaniBrașovCeahlăulCFRConcordiaCoronaGaz MetanOțelulPanduriiPetrolulSăgeataUniversitateaVasluiViitorulEchipele din București: · Dinamo · SteauaLiga I 2013-2014 (România) DinamoSteaua Locația echipelor din București. | Capacitate: 9.240        |
|                       | BucureștiACS PoliAstraBotoșaniBrașovCeahlăulCFRConcordiaCoronaGaz MetanOțelulPanduriiPetrolulSăgeataUniversitateaVasluiViitorulEchipele din București: · Dinamo · SteauaLiga I 2013-2014 (România) DinamoSteaua Locația echipelor din București. | BucureștiACS PoliAstraBotoșaniBrașovCeahlăulCFRConcordiaCoronaGaz MetanOțelulPanduriiPetrolulSăgeataUniversitateaVasluiViitorulEchipele din București: · Dinamo · SteauaLiga I 2013-2014 (România) DinamoSteaua Locația echipelor din București. |                          |
| Pandurii Târgu Jiu    | BucureștiACS PoliAstraBotoșaniBrașovCeahlăulCFRConcordiaCoronaGaz MetanOțelulPanduriiPetrolulSăgeataUniversitateaVasluiViitorulEchipele din București: · Dinamo · SteauaLiga I 2013-2014 (România) DinamoSteaua Locația echipelor din București. | BucureștiACS PoliAstraBotoșaniBrașovCeahlăulCFRConcordiaCoronaGaz MetanOțelulPanduriiPetrolulSăgeataUniversitateaVasluiViitorulEchipele din București: · Dinamo · SteauaLiga I 2013-2014 (România) DinamoSteaua Locația echipelor din București. | FC Brașov                |
| Tudor Vladimirescu    | BucureștiACS PoliAstraBotoșaniBrașovCeahlăulCFRConcordiaCoronaGaz MetanOțelulPanduriiPetrolulSăgeataUniversitateaVasluiViitorulEchipele din București: · Dinamo · SteauaLiga I 2013-2014 (România) DinamoSteaua Locația echipelor din București. | BucureștiACS PoliAstraBotoșaniBrașovCeahlăulCFRConcordiaCoronaGaz MetanOțelulPanduriiPetrolulSăgeataUniversitateaVasluiViitorulEchipele din București: · Dinamo · SteauaLiga I 2013-2014 (România) DinamoSteaua Locația echipelor din București. | Silviu Ploeșteanu        |
| Capacitate: 9.200     | BucureștiACS PoliAstraBotoșaniBrașovCeahlăulCFRConcordiaCoronaGaz MetanOțelulPanduriiPetrolulSăgeataUniversitateaVasluiViitorulEchipele din București: · Dinamo · SteauaLiga I 2013-2014 (România) DinamoSteaua Locația echipelor din București. | BucureștiACS PoliAstraBotoșaniBrașovCeahlăulCFRConcordiaCoronaGaz MetanOțelulPanduriiPetrolulSăgeataUniversitateaVasluiViitorulEchipele din București: · Dinamo · SteauaLiga I 2013-2014 (România) DinamoSteaua Locația echipelor din București. | Capacitate: 8.800        |
|                       | BucureștiACS PoliAstraBotoșaniBrașovCeahlăulCFRConcordiaCoronaGaz MetanOțelulPanduriiPetrolulSăgeataUniversitateaVasluiViitorulEchipele din București: · Dinamo · SteauaLiga I 2013-2014 (România) DinamoSteaua Locația echipelor din București. | BucureștiACS PoliAstraBotoșaniBrașovCeahlăulCFRConcordiaCoronaGaz MetanOțelulPanduriiPetrolulSăgeataUniversitateaVasluiViitorulEchipele din București: · Dinamo · SteauaLiga I 2013-2014 (România) DinamoSteaua Locația echipelor din București. |                          |
| Corona Brașov         | BucureștiACS PoliAstraBotoșaniBrașovCeahlăulCFRConcordiaCoronaGaz MetanOțelulPanduriiPetrolulSăgeataUniversitateaVasluiViitorulEchipele din București: · Dinamo · SteauaLiga I 2013-2014 (România) DinamoSteaua Locația echipelor din București. | BucureștiACS PoliAstraBotoșaniBrașovCeahlăulCFRConcordiaCoronaGaz MetanOțelulPanduriiPetrolulSăgeataUniversitateaVasluiViitorulEchipele din București: · Dinamo · SteauaLiga I 2013-2014 (România) DinamoSteaua Locația echipelor din București. | Astra Giurgiu            |
| Silviu Ploeșteanu     | BucureștiACS PoliAstraBotoșaniBrașovCeahlăulCFRConcordiaCoronaGaz MetanOțelulPanduriiPetrolulSăgeataUniversitateaVasluiViitorulEchipele din București: · Dinamo · SteauaLiga I 2013-2014 (România) DinamoSteaua Locația echipelor din București. | BucureștiACS PoliAstraBotoșaniBrașovCeahlăulCFRConcordiaCoronaGaz MetanOțelulPanduriiPetrolulSăgeataUniversitateaVasluiViitorulEchipele din București: · Dinamo · SteauaLiga I 2013-2014 (România) DinamoSteaua Locația echipelor din București. | Marin Anastasovici       |
| Capacitate: 8.800     | BucureștiACS PoliAstraBotoșaniBrașovCeahlăulCFRConcordiaCoronaGaz MetanOțelulPanduriiPetrolulSăgeataUniversitateaVasluiViitorulEchipele din București: · Dinamo · SteauaLiga I 2013-2014 (România) DinamoSteaua Locația echipelor din București. | BucureștiACS PoliAstraBotoșaniBrașovCeahlăulCFRConcordiaCoronaGaz MetanOțelulPanduriiPetrolulSăgeataUniversitateaVasluiViitorulEchipele din București: · Dinamo · SteauaLiga I 2013-2014 (România) DinamoSteaua Locația echipelor din București. | Capacitate: 8.500        |
|                       | BucureștiACS PoliAstraBotoșaniBrașovCeahlăulCFRConcordiaCoronaGaz MetanOțelulPanduriiPetrolulSăgeataUniversitateaVasluiViitorulEchipele din București: · Dinamo · SteauaLiga I 2013-2014 (România) DinamoSteaua Locația echipelor din București. | BucureștiACS PoliAstraBotoșaniBrașovCeahlăulCFRConcordiaCoronaGaz MetanOțelulPanduriiPetrolulSăgeataUniversitateaVasluiViitorulEchipele din București: · Dinamo · SteauaLiga I 2013-2014 (România) DinamoSteaua Locația echipelor din București. |                          |
| Gaz Metan Mediaș      | FC Botoșani | Concordia Chiajna | Viitorul Constanța       |
| Gaz Metan             | Municipal | Concordia | Concordia                |
| Capacitate: 7.814     | Capacitate: 7.782 | Capacitate: 5.123 | Capacitate: 5.123        |
|                       | | |                          |

1. ↑  Săgeata Năvodari a fost mutată pe Stadionul Farul din Constanța pentru acest sezon, deoarece Stadionul Flacăra din Năvodari nu a îndeplinit regulile de licențiere.
2. ↑  Viitorul a fost mutată pe Stadionul Concordia din Chiajna pentru acest sezon, deoarece Stadionul Orășenesc din Ovidiu nu a îndeplinit regulile de licențiere.

### Personal și statistici
Note:
- Datele statistice sunt bazate pe ceea indică forurile competente de conducere, LPF și UEFA.

| Echipă             | Ultima promovare | Clasament 2012-13 | Antrenor (numire)           | Căpitan               | Sezoane în Liga I |
| ------------------ | ---------------- | ----------------- | --------------------------- | --------------------- | ----------------- |
| Steaua București   | 1947             | 1                 | Laurențiu Reghecampf (2012) | Mihai Pintilii        | 65                |
| Pandurii           | 2005             | 2                 | Petre Grigoraș (2014)       | Ousmane Viera         | 8                 |
| Petrolul           | 2011             | 3                 | Răzvan Lucescu (2014)       | Sony Mustivar         | 55                |
| Astra Giurgiu      | 2009             | 4                 | Daniel Isăilă (2014)        | Valerică Găman        | 10                |
| FC Vaslui          | 2005             | 5                 | Florin Bularda (2014)       | Mike Temwanjera       | 8                 |
| Dinamo             | 1948             | 6                 | Flavius Stoican (2013)      | Cosmin Matei          | 64                |
| FC Brașov          | 2008             | 7                 | Cornel Țălnar (2014)        | Cristian Ionescu      | 44                |
| CFR Cluj           | 2004             | 9                 | Vasile Miriuță (2013)       | Cadú                  | 18                |
| Gaz Metan          | 2008             | 10                | Cristian Dulca (2013)       | Cristian Todea        | 8                 |
| Oțelul             | 1991             | 11                | Ewald Lienen (2013)         | Sergiu Costin         | 25                |
| U Cluj             | 2010             | 12                | Mihai Teja (2013)           | Zsolt Szilágyi        | 54                |
| Viitorul Constanța | 2012             | 13                | Bogdan Vintilă (2013)       | Nicolae Dică          | 1                 |
| Ceahlăul           | 2011             | 14                | Marin Barbu (2014)          | Marian Constantinescu | 16                |
| Chiajna            | 2011             | 15                | Marius Șumudică (2014)      | Cristian Melinte      | 2                 |
| Botoșani           | 2013             | 1S1 (Liga a II-a) | Leontin Grozavu (2014)      | Ciprian Dinu          | 0                 |
| Corona Brașov      | 2013             | 1S2 (Liga a II-a) | Dan Bona (2014)             | Ion Coman             | 0                 |
| Team Săgeata⁠(d)    | 2013             | 2S1 (Liga a II-a) | Cătălin Anghel (2013)       | Gheorghe Goșa         | 0                 |
| ACS Poli           | 2013             | 2S2 (Liga a II-a) | Dan Alexa (2014)            | Ovidiu Petre          | 0                 |

Legendă culori
     Steaua București a participat în faza grupelor Ligii Campionilor 2013-2014
     Pandurii Tg. Jiu a participat în faza grupelor UEFA Europa League 2013-2014
     Astra Giurgiu și Petrolul Ploiești au participat în play-off-ul UEFA Europa League 2013-2014
     Promovată din Liga a II-a 2012-2013

### Schimbări manageriale
| Club                  | Antrenor          | Modalitatea de schimbare | Data plecării      | Poziția în clasament | Înlocuit cu       | Data numirii       |
| --------------------- | ----------------- | ------------------------ | ------------------ | -------------------- | ----------------- | ------------------ |
| Dinamo București      | Cornel Țălnar     | Demis                    | 29 mai 2013        | Pre-sezon            | Gheorghe Mulțescu | 5 iunie 2013       |
| Ceahlăul Piatra Neamț | Viorel Hizo       | Final de interimat       | 30 mai 2013        | Pre-sezon            | Vasile Miriuță    | 6 iunie 2013       |
| Concordia Chiajna     | Ilie Stan         | A demisionat             | 2 iunie 2013       | Pre-sezon            | Ionuț Chirilă     | 26 iunie 2013      |
| Gaz Metan Mediaș      | Gheorghe Mulțescu | A demisionat             | 5 iunie 2013       | Pre-sezon            | Cristian Dulca    | 18 iunie 2013      |
| Oțelul Galați         | Petre Grigoraș    | A demisionat             | 5 iunie 2013       | Pre-sezon            | Ionuț Badea       | 28 iunie 2013      |
| Săgeata Năvodari      | Mihai Guliu       | Fără licență PRO         | 6 iunie 2013       | Pre-sezon            | Tibor Selymes     | 16 iunie 2013      |
| CFR Cluj              | Eugen Trică       | Final de interimat       | 14 iunie 2013      | Pre-sezon            | Mircea Rednic     | 14 iunie 2013      |
| Vaslui                | Gavril Balint     | A demisionat             | 16 iunie 2013      | Pre-sezon            | Ilie Stan         | 20 iunie 2013      |
| Corona Brașov         | Aurel Țicleanu    | Sfârșit de contract      | 20 iunie 2013      | Pre-sezon            | Nicolae Manea     | 20 iunie 2013      |
| Vaslui                | Ilie Stan         | A demisionat             | 2 august 2013      | 14                   | Ionuț Moșteanu    | 5 august 2013      |
| CFR Cluj              | Mircea Rednic     | Demis                    | 10 august 2013     | 8                    | Petre Grigoraș    | 11 august 2013     |
| Brașov                | Adrian Szabo      | Demis                    | 19 august 2013     | 15                   | Aurel Țicleanu    | 19 august 2013     |
| Corona Brașov         | Nicolae Manea     | A demisionat             | 2 septembrie 2013  | 17                   | Ionel Gane        | 3 septembrie 2013  |
| Viitorul Constanța    | Cătălin Anghel    | A demisionat             | 30 august 2013     | 16                   | Bogdan Vintilă    | 12 septembrie 2013 |
| Brașov                | Aurel Țicleanu    | Demis                    | 22 septembrie 2013 | 15                   | Alexandru Pelici  | 23 septembrie 2013 |
| Vaslui                | Ionuț Moșteanu    | Demis                    | 8 ctombrie 2013    | 8                    | Liviu Ciobotariu  | 9 octombrie 2013   |
| Poli Timișoara        | Valentin Velcea   | Demis                    | 10 ctombrie 2013   | 10                   | Aurel Șunda       | 10 octombrie 2013  |
| Universitatea Cluj    | Ioan Ganea        | Demis                    | 24 octombrie 2013  | 17                   | Mihai Teja        | 25 octombrie 2013  |
| CFR Cluj              | Petre Grigoraș    | Demis                    | 22 decembrie 2013  | 7                    | Vasile Miriuță    | 27 decembrie 2013  |
| Petrolul Ploiești     | Cosmin Contra     | A demisionat             | 10 martie 2014     | 3                    | Răzvan Lucescu    | 11 martie 2014     |
| Poli Timișoara        | Aurel Șunda       | Demis                    | 16 martie 2014     | 11                   | Dan Alexa         | 20 martie 2014     |

## Clasament
| Loc | Echipă               | Pct. | MJ | V  | E  | Î  | GM | GP | DG  | Calificare sau retrogradare       |
| --- | -------------------- | ---- | -- | -- | -- | -- | -- | -- | --- | --------------------------------- |
| 1.  | Steaua București (C) | 77   | 34 | 22 | 11 | 1  | 71 | 20 | +51 | Liga Campionilor 2014-15 Turul II |
| 2.  | Astra Giurgiu        | 72   | 34 | 22 | 6  | 6  | 70 | 28 | +42 | Europa League 2014-15 Turul III   |
| 3.  | Petrolul             | 68   | 34 | 18 | 14 | 2  | 53 | 20 | +33 | Europa League 2014-15 Turul II    |
| 4.  | Dinamo               | 59   | 34 | 17 | 8  | 9  | 52 | 34 | +18 |                                   |
| 5.  | FC Vaslui (X)        | 51   | 34 | 15 | 6  | 13 | 38 | 32 | +6  | Exclusă                           |
| 6.  | CFR Cluj             | 51   | 34 | 13 | 12 | 9  | 44 | 33 | +11 | Europa League 2014-15 Turul II    |
| 7.  | Pandurii             | 50   | 34 | 14 | 8  | 12 | 59 | 39 | +20 |                                   |
| 8.  | Botoșani             | 43   | 34 | 12 | 7  | 15 | 36 | 52 | −16 |                                   |
| 9.  | Ceahlăul             | 41   | 34 | 10 | 11 | 13 | 27 | 31 | −4  |                                   |
| 10. | Oțelul               | 41   | 34 | 12 | 5  | 17 | 43 | 52 | −9  |                                   |
| 11. | U Cluj               | 40   | 34 | 11 | 7  | 16 | 29 | 46 | −17 |                                   |
| 12. | Viitorul Constanța   | 40   | 34 | 10 | 10 | 14 | 29 | 50 | −21 |                                   |
| 13. | Gaz Metan            | 39   | 34 | 10 | 9  | 15 | 32 | 38 | −6  |                                   |
| 14. | Chiajna              | 39   | 34 | 10 | 9  | 15 | 34 | 47 | −13 |                                   |
| 15. | FC Brașov            | 38   | 34 | 9  | 11 | 14 | 32 | 40 | −8  | Salvată de la retrogradare        |
| 16. | ACS Poli (R)         | 38   | 34 | 10 | 8  | 16 | 26 | 42 | −16 | Retrogradare în Liga a II-a       |
| 17. | Team Săgeata⁠(d) (R)  | 38   | 34 | 10 | 8  | 16 | 32 | 54 | −22 | Retrogradare în Liga a II-a       |
| 18. | Corona Brașov (R)    | 14   | 34 | 2  | 8  | 24 | 20 | 69 | −49 | Retrogradare în Liga a II-a       |

1. ↑  Astra Giurgiu va juca în turul III preliminar al UEFA Europa League 2014-2015 datorită câștigării Cupei României.
2. ↑  Dinamo București era în insolvență, astfel nu a obținut licența UEFA. CFR Cluj i-a luat locul în Europa League.[42]
3. 1 2  CFR 0-0 VAS; VAS 4-0 CFR
4. 1 2  Vaslui nu a primit licența din motive financiare, astfel încât a fost exclusă din campionat și retrogradată în Liga a IV-a.[43] Drept urmare, locul 15, ocupat de FC Brașov este neretrogradabil.
5. 1 2  OȚE 0-1 CEA; CEA 2-0 OȚE
6. 1 2  UCL 3-1 VII; VII 1-0 UCL
7. 1 2  GAZ 1-0 CON; CON 1-0 GAZ
8. 1 2 3  BRA: 8 pct; TIM: 4 pct; SĂG: 3 pct

### Pozițiile pe etapă
| Etapă/ Echipă | 1      | 2  | 3  | 4  | 5  | 6  | 7  | 8  | 9  | 10 | 11 | 12 | 13 | 14 | 15 | 16 | 17 | 18 | 19 | 20 | 21 | 22 | 23 | 24 | 25 | 26 | 27 | 28 | 29 | 30 | 31 | 32 | 33 | 34 |   |
| ------------- | ------ | -- | -- | -- | -- | -- | -- | -- | -- | -- | -- | -- | -- | -- | -- | -- | -- | -- | -- | -- | -- | -- | -- | -- | -- | -- | -- | -- | -- | -- | -- | -- | -- | -- | - |
| Etapă/ Echipă | Steaua | 4  | 5  | 2  | 2  | 2  | 1  | 1  | 1  | 1  | 1  | 1  | 1  | 1  | 1  | 1  | 1  | 2  | 2  | 1  | 1  | 1  | 1  | 1  | 1  | 1  | 1  | 1  | 1  | 1  | 1  | 1  | 1  | 1  | 1 |
| Astra Giurgiu | 1      | 2  | 1  | 1  | 1  | 3  | 2  | 2  | 2  | 2  | 2  | 3  | 2  | 2  | 2  | 2  | 1  | 1  | 2  | 2  | 2  | 2  | 2  | 2  | 2  | 2  | 2  | 2  | 2  | 3  | 3  | 2  | 2  | 2  |   |
| Petrolul      | 6      | 7  | 8  | 5  | 5  | 4  | 3  | 3  | 2  | 3  | 3  | 2  | 3  | 3  | 3  | 3  | 3  | 3  | 3  | 3  | 3  | 3  | 3  | 3  | 3  | 3  | 3  | 3  | 3  | 2  | 2  | 3  | 3  | 3  |   |
| FC Dinamo     | 17     | 10 | 11 | 12 | 11 | 9  | 11 | 12 | 7  | 8  | 11 | 9  | 6  | 8  | 6  | 6  | 5  | 5  | 5  | 5  | 5  | 4  | 4  | 4  | 5  | 4  | 4  | 4  | 4  | 4  | 4  | 4  | 4  | 4  |   |
| CFR Cluj      | 8      | 12 | 14 | 11 | 14 | 12 | 10 | 11 | 13 | 9  | 8  | 8  | 10 | 7  | 9  | 9  | 9  | 6  | 7  | 7  | 7  | 7  | 8  | 10 | 7  | 7  | 7  | 7  | 7  | 7  | 6  | 6  | 5  | 5  |   |
| FC Vaslui     | 11     | 15 | 10 | 9  | 8  | 10 | 7  | 7  | 8  | 10 | 12 | 10 | 9  | 9  | 7  | 7  | 8  | 7  | 6  | 6  | 6  | 5  | 5  | 5  | 4  | 5  | 5  | 5  | 5  | 5  | 5  | 5  | 6  | 6  |   |
| Pandurii      | 2      | 4  | 4  | 7  | 9  | 6  | 5  | 5  | 6  | 5  | 4  | 4  | 4  | 4  | 4  | 4  | 4  | 4  | 4  | 4  | 4  | 6  | 6  | 6  | 6  | 6  | 6  | 6  | 6  | 6  | 7  | 7  | 7  | 7  |   |
| FC Botoșani   | 10     | 6  | 6  | 4  | 3  | 2  | 4  | 4  | 4  | 4  | 5  | 6  | 8  | 11 | 11 | 12 | 12 | 12 | 12 | 15 | 12 | 12 | 11 | 9  | 10 | 8  | 8  | 8  | 8  | 8  | 8  | 8  | 8  | 8  |   |
| Ceahlăul      | 12     | 9  | 9  | 6  | 7  | 5  | 6  | 6  | 5  | 6  | 6  | 7  | 5  | 5  | 5  | 5  | 6  | 8  | 9  | 8  | 8  | 9  | 7  | 8  | 9  | 11 | 11 | 11 | 13 | 10 | 11 | 11 | 9  | 9  |   |
| Oțelul        | 5      | 1  | 5  | 8  | 6  | 8  | 9  | 10 | 14 | 16 | 14 | 15 | 14 | 14 | 15 | 16 | 15 | 13 | 14 | 13 | 15 | 13 | 13 | 13 | 13 | 13 | 15 | 14 | 15 | 17 | 15 | 13 | 10 | 10 |   |
| U Cluj        | 15     | 17 | 15 | 17 | 17 | 18 | 17 | 17 | 17 | 17 | 18 | 18 | 17 | 17 | 17 | 17 | 17 | 17 | 17 | 17 | 16 | 16 | 16 | 14 | 14 | 15 | 13 | 12 | 10 | 11 | 13 | 9  | 11 | 11 |   |
| Viitorul      | 18     | 11 | 12 | 13 | 13 | 15 | 16 | 16 | 12 | 15 | 16 | 14 | 15 | 16 | 16 | 13 | 13 | 15 | 15 | 14 | 14 | 15 | 15 | 17 | 17 | 17 | 17 | 17 | 17 | 15 | 16 | 14 | 15 | 12 |   |
| Gaz Metan     | 14     | 16 | 17 | 16 | 15 | 16 | 14 | 13 | 9  | 7  | 7  | 5  | 7  | 6  | 8  | 8  | 7  | 9  | 8  | 9  | 9  | 8  | 9  | 7  | 8  | 10 | 10 | 10 | 9  | 9  | 10 | 10 | 13 | 13 |   |
| Concordia     | 9      | 13 | 16 | 14 | 10 | 13 | 13 | 14 | 15 | 13 | 10 | 13 | 12 | 12 | 12 | 10 | 10 | 10 | 10 | 10 | 10 | 10 | 10 | 11 | 11 | 9  | 9  | 9  | 11 | 12 | 9  | 12 | 12 | 14 |   |
| FC Brașov     | 16     | 14 | 13 | 15 | 16 | 14 | 15 | 15 | 16 | 14 | 15 | 16 | 16 | 15 | 14 | 15 | 14 | 16 | 16 | 16 | 17 | 17 | 17 | 16 | 16 | 16 | 16 | 15 | 16 | 14 | 12 | 15 | 14 | 15 |   |
| Timișoara     | 3      | 3  | 3  | 3  | 4  | 7  | 8  | 8  | 11 | 11 | 9  | 11 | 11 | 10 | 10 | 11 | 11 | 11 | 11 | 11 | 11 | 11 | 12 | 12 | 12 | 12 | 12 | 13 | 12 | 13 | 14 | 16 | 16 | 16 |   |
| Năvodari      | 7      | 8  | 7  | 10 | 12 | 11 | 12 | 9  | 10 | 12 | 13 | 12 | 13 | 13 | 13 | 14 | 16 | 14 | 13 | 12 | 13 | 14 | 14 | 15 | 15 | 14 | 14 | 16 | 14 | 16 | 17 | 17 | 17 | 17 |   |
| Corona        | 13     | 18 | 18 | 18 | 18 | 17 | 18 | 18 | 18 | 18 | 17 | 17 | 18 | 18 | 18 | 18 | 18 | 18 | 18 | 18 | 18 | 18 | 18 | 18 | 18 | 18 | 18 | 18 | 18 | 18 | 18 | 18 | 18 | 18 |   |

| Câștigătorii Ligii I, ediția 2013/2014 |
| -------------------------------------- |
| Steaua București Al 25-lea titlu       |

## Rezultate
| Acasă ╲ Deplasare  | POL | AST | BRA | BOT | CEA | CFR | CON | COR | DIN | GAZ | OȚE | PAN | PET | SĂG | STE | UCJ | VAS | VII |
| Poli Timișoara     |     | 1–2 | 0–1 | 0–1 | 1–1 | 1–0 | 1–0 | 0–0 | 2–0 | 2–1 | 1–0 | 2–3 | 0–3 | 1–1 | 0–0 | 1–2 | 0–2 | 0–0 |
| Astra              | 5–1 |     | 3–0 | 5–0 | 0–0 | 1–0 | 1–0 | 3–0 | 2–1 | 3–1 | 1–1 | 2–0 | 1–2 | 2–0 | 1–1 | 3–1 | 1–0 | 2–0 |
| Brașov             | 2–1 | 2–1 |     | 1–2 | 1–0 | 0–0 | 3–1 | 1–0 | 2–0 | 0–0 | 1–3 | 3–5 | 1–1 | 1–1 | 1–2 | 0–0 | 1–1 | 4–0 |
| Botoșani           | 1–0 | 0–2 | 2–1 |     | 0–1 | 0–0 | 0–2 | 3–1 | 1–2 | 2–2 | 3–1 | 3–2 | 1–2 | 1–1 | 1–2 | 1–1 | 1–0 | 3–1 |
| Ceahlăul           | 1–0 | 0–2 | 1–1 | 0–0 |     | 0–1 | 3–1 | 3–0 | 0–1 | 0–1 | 2–0 | 1–0 | 0–0 | 2–1 | 0–2 | 1–1 | 2–0 | 0–0 |
| CFR Cluj           | 2–2 | 0–0 | 1–0 | 3–1 | 2–0 |     | 1–1 | 1–0 | 1–0 | 3–1 | 7–2 | 1–1 | 1–1 | 6–1 | 0–1 | 1–2 | 0–0 | 2–1 |
| Concordia          | 2–1 | 3–1 | 1–0 | 1–1 | 2–0 | 0–0 |     | 1–0 | 1–3 | 1–0 | 1–1 | 1–5 | 0–0 | 4–0 | 1–4 | 1–1 | 0–1 | 1–2 |
| Corona Brașov      | 0–0 | 2–5 | 1–2 | 1–2 | 1–0 | 2–2 | 2–2 |     | 1–1 | 1–2 | 0–1 | 1–1 | 0–3 | 0–0 | 1–1 | 0–2 | 2–1 | 0–4 |
| Dinamo             | 4–0 | 2–0 | 2–1 | 1–0 | 1–1 | 0–3 | 2–1 | 1–0 |     | 1–0 | 3–1 | 2–3 | 1–1 | 4–1 | 1–2 | 6–0 | 2–0 | 1–2 |
| Gaz Metan          | 0–1 | 0–0 | 1–1 | 1–2 | 3–1 | 2–0 | 1–0 | 1–0 | 1–1 |     | 0–2 | 0–1 | 1–0 | 1–2 | 2–2 | 2–1 | 1–1 | 4–0 |
| Oțelul             | 1–0 | 0–4 | 1–0 | 2–1 | 0–1 | 0–1 | 2–0 | 2–1 | 1–2 | 1–1 |     | 1–0 | 1–2 | 0–1 | 1–1 | 2–1 | 1–2 | 4–1 |
| Pandurii           | 0–1 | 1–3 | 3–1 | 6–1 | 1–1 | 0–1 | 0–1 | 5–0 | 2–1 | 1–2 | 2–1 |     | 0–1 | 0–0 | 1–1 | 3–0 | 1–2 | 1–1 |
| Petrolul           | 0–0 | 1–1 | 0–0 | 3–0 | 1–1 | 3–2 | 3–0 | 2–0 | 2–2 | 2–0 | 2–0 | 1–1 |     | 3–0 | 0–0 | 2–0 | 3–0 | 3–0 |
| Săgeata Năvodari   | 1–2 | 3–4 | 0–0 | 1–0 | 0–2 | 2–1 | 4–0 | 1–0 | 0–1 | 1–0 | 2–1 | 0–4 | 2–3 |     | 1–2 | 1–0 | 0–1 | 3–1 |
| Steaua             | 3–0 | 3–1 | 3–0 | 4–0 | 2–1 | 3–0 | 4–0 | 3–0 | 1–1 | 3–0 | 2–2 | 2–2 | 1–1 | 5–0 |     | 2–0 | 0–1 | 4–0 |
| Universitatea Cluj | 1–2 | 1–0 | 2–0 | 2–1 | 1–1 | 0–0 | 0–3 | 3–2 | 0–1 | 1–0 | 1–0 | 0–3 | 0–1 | 1–1 | 0–1 |     | 1–0 | 3–1 |
| Vaslui             | 1–0 | 1–4 | 1–0 | 0–1 | 3–0 | 4–0 | 1–0 | 8–1 | 1–1 | 1–0 | 1–4 | 1–0 | 1–1 | 1–0 | 0–1 | 2–0 |     | 0–1 |
| Viitorul           | 1–2 | 0–4 | 0–0 | 0–0 | 1–0 | 1–1 | 1–1 | 1–0 | 0–0 | 0–0 | 4–3 | 0–1 | 2–0 | 0–0 | 0–3 | 1–0 | 2–0 |     |

Ultima actualizare: 21 mai 2014
Sursa: LPF ro
1Echipa gazdă este listată în coloana din stânga.
Culori: Albastru = gazda e câștigătoare; Galben = egal; Roșu = oaspeții sunt câștigători.

## Statistici

### Golgheteri
| Loc                        | Jucător                   | Club               | Goluri |
| -------------------------- | ------------------------- | ------------------ | ------ |
| 1                          | Liviu Antal               | Vaslui             | 15     |
| 2                          | Valentin Lemnaru          | Universitatea Cluj | 13     |
| 2                          | Constantin Budescu        | Astra Giurgiu      | 13     |
| 4                          | Szabolcs Székely          | Poli Timișoara     | 11     |
| 4                          | Eric de Oliveira Pereira1 | Pandurii Târgu Jiu | 11     |
| 6                          |                           |                    |        |
| Federico Piovaccari        | Steaua București          | 10                 |        |
| Juan Ángel Albín           | Petrolul Ploiești         | 10                 |        |
| Marquinhos Carioca         | Oțelul Galați             | 10                 |        |
| Alex dos Santos Gonçalves  | Pandurii Târgu Jiu        | 10                 |        |
| Wellington Carlos da Silva | Concordia Chiajna         | 10                 |        |

Ultima actualizare: 21 mai 2014

1 Eric a fost transferat la Al-Ahli în timpul transferurilor din iarnă.

### Goluri
- Primul gol al sezonului:  Szabolcs Székely (Poli Timișoara) contra lui Dinamo
- Hat-trickurile sezonului:
  -  Constantin Budescu (Astra Giurgiu) contra lui Viitorul (etapa 1)
  -  Derick Ogbu (CFR Cluj) contra  lui Oțelul (etapa 10)
- Cel mai rapid gol al sezonului:  Constantin Budescu (Astra) contra lui Dinamo (secunda 15) [45]

## Premii

### Premii lunare
| Luna       | Jucătorul lunii          | Jucătorul lunii    | Referință |
| Luna       | Jucător                  | Club               | Referință |
| ---------- | ------------------------ | ------------------ | --------- |
| Iulie      | Constantin Budescu       | Astra Giurgiu      | [ 46 ]    |
| August     | Constantin Budescu       | Astra Giurgiu      | [ 47 ]    |
| Septembrie | Eric de Oliveira Pereira | Pandurii Târgu Jiu | [ 48 ]    |
| Octombrie  | Eric de Oliveira Pereira | Pandurii Târgu Jiu | [ 49 ]    |
| Noiembrie  | Valentin Lemnaru         | Universitatea Cluj | [ 50 ]    |
| Decembrie  | Hamza Younés             | Petrolul Ploiești  | [ 51 ]    |
| Martie     | Alexandru Chipciu        | Steaua București   | [ 52 ]    |
| Aprilie    | Cosmin Matei             | Dinamo București   | [ 53 ]    |
| Mai        | TBA                      | TBA                |           |